# Patellariales
Patellariales D. Hawksw. & O.E. Erikss. – rząd grzybów z klasy Dothideomycetes. Według aktualizowanej klasyfikacji Index Fungorum bazującej na Dictionary of the Fungi do rzędu Patellariales należy tylko rodzina Patellariaceae.

## Charakterystyka
W przeciwieństwie do większości innych rodzin z klasy Dothideomycetes Patellariaceae mają owocniki w kształcie miseczki. Owocniki są zamknięte, gdy młode i otwarte, gdy są dojrzałe. Nie mają trzonka, mają kształt spłaszczonego krążka lub głęboko miseczkowaty, czasem z zawiniętą krawędzią i są ciemne z komórkami przypominającymi węgiel drzewny. Krawędź owocnika (ekscypulum) jest pseudoparenchymatyczna, grubościenna z ciemnobrązowymi komórkami izodiametrycznymi w warstwach zewnętrznych i bladymi do jasnobrązowych komórek w wewnętrznej ścianie i warstwach komórek podstawowych. Hamatecjum (tkanka między workami) złożone z pseudowstawek, a w kilku przypadkach ze skórką. Są amyloidalne lub nie. Worki są 8-zarodnikowe, bitunikowe, cylindryczne do maczugowatych, szypułkowe, zaokrąglone na wierzchołku z podobną do oka komorą, amyloidalne lub nie. Askospory znajdują się w dwóch do trzech rzędach, w których zachodzą na siebie. Różnią się kształtem: od jajowatych lub maczugowatych do wydłużonych. Mają tylko jedną lub dwie ściany komórkowe, przy czym wewnętrzna ściana komórkowa jest gruba, a światło komórki jest znacznie zmniejszone. Mają od jednej do sześciu przegród, czasami są to zarodniki murkowate. Zarodniki są półprzezroczyste lub jasnobrązowe. Grzyby z tej rodziny są saprotrofami.
Systematyka
Jako rodzina Patellariaceae grzyby te zostały opisane przez Augusta Karla Josepha Cordę już w 1838 roku, jednak właściwą klasyfikację podali dopiero w 1986 roku David Leslie Hawksworth i Ove Erik Eriksson. Według CABI databases należą do niego:
Rodzaje
- Baggea Auersw. 1866
- Banhegyia L. Zeller & Tóth 1960
- Endotryblidium Petr. 1959
- Holmiella Petrini, Samuels & E. Müll. 1979
- Lahmiomyces Cif. & Tomas. 1953
- Lecanidiella Sherwood 1986
- Lirellodisca Aptroot 1998
- Patellaria Fr. 1822
- Poetschia Körb. 1861
- Pseudoparodia Theiss. & Syd. 1917
- Rhytidhysteron Speg. 1881
- Rhytidopeziza Speg. 1885
- Rimula Velen. 1934
- Schrakia Hafellner 1979
- Stratisporella Hafellner 1979
- Tryblidaria (Sacc.) Rehm 1903[2].